# Aglia flexilis
Aglia flexilis är en fjärilsart som beskrevs av Schultz. 1905. Aglia flexilis ingår i släktet Aglia och familjen påfågelsspinnare. Inga underarter finns listade i Catalogue of Life.